# 963 Iduberga
Iduberga (asteroide 963) é um asteroide da cintura principal, a 1,9376155 UA. Possui uma excentricidade de 0,1378807 e um período orbital de 1 230,67 dias (3,37 anos).
Iduberga tem uma velocidade orbital média de 19,86747187 km/s e uma inclinação de 7,98932º.
Este asteroide foi descoberto em 26 de Outubro de 1921 por Karl Reinmuth.